# Верхня Демерара-Бербіс
Верхня Демерара-Бербіс (англ. Upper Demerara-Berbice) — регіон в Гаяні. Адміністративний центр — місто Лінден.
На півночі Верхня Демерара-Бербіс межує з регіонами Острови Есекібо-Західна Демерара, Демерара-Махайка і Махайка-Бербіс, на сході з регіоном Східний Бербіс-Корентайн, на заході з регіонами Потаро-Сипаруні і Куюні-Мазаруні.

## Населення
Уряд Гаяни проводив три офіційні переписи, починаючи з адміністративних реформ 1980: в 1980, 1991 і 2002 роках. У 2012 році населення регіону досягло 39 452 осіб. Офіційні дані переписів населення в регіоні Верхня Демерара-Бербіс:
- 2012: 39452 чоловік
- 2002: 41112 чоловік
- 1991: 39608 чоловік
- 1980: 38641 чоловік